# Buraca (Amadora)
A Freguesia da Buraca foi uma freguesia portuguesa do Município da Amadora com 1,68 km² de área e 16 081 habitantes (2011), tendo por isso uma densidade populacional de 9 572 hab/km².
Foi extinta em 2013, no âmbito de uma reforma administrativa nacional, tendo a parte Norte do seu território sido integrada na nova freguesia de Águas Livres, enquanto a parte Sul (bairro do Zambujal) passava para a freguesia de Alfragide, já existente.
Tem por orago Nossa Senhora Mãe de Deus.
É limitada a norte e a leste por dois dos principais eixos de transportes da região metropolitana de Lisboa: a Linha de Sintra (ferrovia) e a CRIL (rodovia). Outro eixo rodoviário fundamental, o IC19, atravessa a freguesia de leste para oeste, separando o núcleo urbano principal da Buraca (a norte) dos bairros do Zambujal e do Alto do Moinho (a sul).
No extremo sul está situada a primeira loja Decathlon de Portugal, integrada numa das principais zonas comerciais da Grande Lisboa. Esta zona comercial estende-se igualmente pelas freguesias de Alfragide e, principalmente, de Carnaxide (concelho de Oeiras).
Nesta localidade situa-se também o Estado-Maior da Força Aérea Portuguesa, a sede do Instituto Nacional de Engenharia, Tecnologia e Inovação (INETI) e a Direcção-Geral do Ambiente (DGA).

## População
| População da freguesia de Buraca | População da freguesia de Buraca | População da freguesia de Buraca | População da freguesia de Buraca | População da freguesia de Buraca | População da freguesia de Buraca | População da freguesia de Buraca | População da freguesia de Buraca | População da freguesia de Buraca | População da freguesia de Buraca | População da freguesia de Buraca | População da freguesia de Buraca | População da freguesia de Buraca | População da freguesia de Buraca | População da freguesia de Buraca |
| -------------------------------- | -------------------------------- | -------------------------------- | -------------------------------- | -------------------------------- | -------------------------------- | -------------------------------- | -------------------------------- | -------------------------------- | -------------------------------- | -------------------------------- | -------------------------------- | -------------------------------- | -------------------------------- | -------------------------------- |
| 1864                             | 1878                             | 1890                             | 1900                             | 1911                             | 1920                             | 1930                             | 1940                             | 1950                             | 1960                             | 1970                             | 1981                             | 1991                             | 2001                             | 2011                             |
|                                  |                                  |                                  |                                  |                                  |                                  |                                  |                                  |                                  |                                  |                                  | 13 024                           | 14 741                           | 16 061                           | 16 081                           |

Criada pela Lei 45/79  , de 11 de Setembro

## Património
- Aqueduto Geral das Águas Livres – (Monumento Nacional)
- Quinta do Outeiro ou Quinta de Nossa Senhora dos Prazeres - (Imóvel de Interesse Municipal - em vias de classificação)
- Cabos de Ávila ou Fábrica de cabos eléctricos Diogo d' Ávila ou Cabos d' Ávila